# Blackjack Mulligan
Robert Deroy Windham (* 25. November 1941 in Sweetwater, Texas; † 7. April 2016 in Florida), besser bekannt unter seinem Ringnamen Blackjack Mulligan, war ein US-amerikanischer Wrestler und American-Football-Spieler. In den 1970er Jahren erlangte er mit Blackjack Lanza im Tag Team The Blackjacks Kultstatus.

## Football-Karriere
Windham begann seine Karriere im College Football an der West Texas State University. In der Preseason der NFL-Saison 1966 spielte er für die New York Jets. Aufgrund eines Beinbruchs musste er seine Football-Karriere jedoch frühzeitig beenden.

## Wrestling-Karriere
Nach der verletzungsbedingt gescheiterten NFL-Karriere wurde Windham von Sonny Werblin, damaliger CEO des Madison Square Garden, überzeugt, mit dem Wrestling zu beginnen. Sein erstes Match bestritt er am 21. August 1969  als Bob Mulligan für World Class Championship Wrestling.
1970 trat er hauptsächlich für die American Wrestling Association auf. In Japan wurde er von International Wrestling Enterprise gebucht.
1971 wurde er erstmals von der World Wide Wrestling Federation (WWWF), dem heutigen Marktführer WWE, verpflichtet. Dort bildete er als Blackjack Mulligan gemeinsam mit Blackjack Lanza das Tag Team The Blackjacks.
Windham porträtierte mit Cowboyhut, Lederhandschuhen und einem Schnurrbart einen gefährlichen Banditen. Mit seiner Körpergröße von 1,98 Metern bei einem Gewicht von über 150 Kilogramm galt er zudem als einer der kräftigsten Athleten seiner Zeit. Dieses Gimmick prägte den Rest seiner Karriere.
Bis Ende der 80er-Jahre trat Windham für diverse Promotionen der National Wrestling Alliance auf und durfte zahlreiche Championships erhalten, davon mehrere Tag-Team Titel mit Blackjack Lanza. 1975 hielten sie gemeinsam die WWWF World Tag Team Championship. Zwischen 1976 und 1978 hielt Windham viermal die NWA United States Heavyweight Championship (Mid-Atlantic Version), die heutige WWE United States Championship.
1977 und 1983 trat Windham in Japan für New Japan Pro-Wrestling auf. 1979 hielt er die NWA World Tag Team Championship (Mid-Atlantic-Version) gemeinsam mit Ric Flair. 1983 durfte er mit Dusty Rhodes die NWA United States Tag Team Championship (Florida-Version) gewinnen.
Ab 1982 bestritt Windham erstmals seit 1975 wieder Matches für die WWF, die ehemalige WWWF. 1986 trat er dort kurzzeitig maskiert als Big Machine auf. Ende 1986 und 1987 hatte er seine letzten WWF-Matches wieder in seinem Blackjack-Gimmick. Mit einem Tag-Team-Match in der Professional Wrestling Federation beendete er am 3. Dezember 1989 seine Karriere.
Ein einmaliges Comeback bestritt er am 23. Mai 1993 mit einem Legenden-Match beim World-Championship-Wrestling-Event Slamboree. Am 1. April 2006 wurden The Blackjacks in die WWE Hall of Fame aufgenommen.

## Privatleben
Windhams Söhne Barry, und Kendall Windham sowie sein Schwiegersohn Mike Rotunda sind ebenfalls als Wrestler bekannt. Seine Enkel Windham und Taylor Rotunda traten in der WWE als Wrestler unter den Namen Bray Wyatt und Bo Dallas auf. Windham diente dem US Marine Corps. 1989 wurden er und sein Sohn Kendall wegen Geldfälschung verhaftet. Er musste eine Haftstrafe von zwei Jahren absitzen. Nach seiner Karriere arbeitete er als Autohändler. Am 7. April 2016 starb Windham in einem Krankenhaus in Florida.

## Auszeichnungen und Titel

### Auszeichnungen
- World Wrestling Entertainment
  - WWE Hall of Fame Class of 2006

### Titel
- Championship Wrestling from Florida[8]
  - 2× NWA Florida Brass Knuckles Championship (als Blackjack Mulligan)
  - 1× NWA Florida United States Tag Team Championship (als Blackjack Mulligan) (mit Dusty Rhodes)
- Exodus Wrestling Alliance
  - 1× EWA Florida Heavyweight Championship (als Blackjack Mulligan)
- International Wrestling Enterprise
  - 1× IWA World Tag Team Championship (als Bob Windham) (mit Larry Hennig)
- Mid-Atlantic Championship Wrestling
  - 4× NWA United States Heavyweight Championship
  - 1× NWA World Tag Team Championship (als Blackjack Mulligan) (mit Ric Flair)
- NWA Big Time Wrestling
  - 1× NWA Texas Brass Knuckles Championship (als Blackjack Mulligan)
  - 2× NWA Texas Heavyweight Championship (als Blackjack Mulligan)
- NWA Western States Sports
  - 3× NWA International Heavyweight Championship (als Blackjack Mulligan)
  - 1× NWA Western States Tag Team Championship (als Blackjack Mulligan) (mit Dick Murdoch)
- Southern Championship Wrestling
  - 1× NWA Knoxville Southern Heavyweight Championship (als Blackjack Mulligan)
- World Class Championship Wrestling
  - 1× NWA American Heavyweight Championship (als The Texan)
  - 2×  NWA American Tag Team Championship (als Blackjack Mulligan) (mit Blackjack Lanza)
  - 1× World Class Texas Tag Team Championship (als Blackjack Mulligan) (mit Blackjack Lanza)
- World Wide Wrestling Federation
  - 1× WWWF World Tag Team Championship (als Blackjack Mulligan) (mit Blackjack Lanza)
- World Wrestling Association
  - 1× WWA World Heavyweight Championship (als Blackjack Mulligan)
  - 1× WWA World Tag Team Championship (als Blackjack Mulligan) (mit Blackjack Lanza)